# لستر ۱۴۵۸۳
سیارک ۱۴۵۸۳ (به انگلیسی: 14583 Lester، نامگذاری:1998RN61) چهارده هزار و پانصد و هشتاد و سومین سیارک کشف شده‌است که در ۱۴ سپتامبر ۱۹۹۸ کشف شد.
قدر مطلق سیارک برابر ۱۷.۰ است.